# خسرو چهارم
خسرو چهارم یا فرخزاد خسرو (به پارسی میانه: ت.ت. 'خوره‌زاذ خُسْراوْ') بر پایهٔ شاهنامهٔ وی بیست و هشتمین شاهنشاه ایران و انیران از خاندان ساسان در ایران‌شهر بود، فرخزاد خسرو به مدت شش ماه یا یک‌سال بر تخت بود و به نام «خسرو چهارم» پادشاهی کرد.
وی اعقاب خسرو پرویز بود و پیش از هرمز پنجم به پایتخت ایران تیسفون دست یافت. فرخو یا فرخ، صفت فر است که خود صورتی است از خور به معنی عظمت و شوکت چنین برمی‌آید که بزرگان در آن زمان به دو گروه تقسیم شده بودند. یکی هوادار فرخزاد خسرو و دیگری گروه هواداران یزدگرد سوم بودند که رستم فرخ‌هرمز در رأس آنها قرار داشت. از خسرو چهارم سکه‌هایی ضرب شهرهای تیسفون به دست آمده که حاکمیت او را بر پایتخت ثابت می‌نماید ولی همزمان نواحی فارس و میان‌رودان یعنی نقاط مهم کشور در دست یزدگرد سوم و نایب‌السلطنه او رستم فرخزاد بوده‌است. در زمانی که پایتخت در دست خسرو چهارم بود طرفداران یزدگرد در شهر استخر یعنی خاستگاه ساسانیان تاج بر سر او نهادند، در حقیقت در مدت کوتاهی دو فرمانروای ساسانی بر ایران‌شهر پادشاهی کردند. تاکنون سکه‌ای از سال اول سلطنت یزدگرد که ضرب تیسفون باشد به دست نیامده است. در اواخر سال اول پایتخت به تصرف یزدگرد سوم درآمد و فرخ زاد به قتل رسید بنابراین از سال دو سلطنت یزدگرد ضرب شهرهای تیسفون موجوداست.

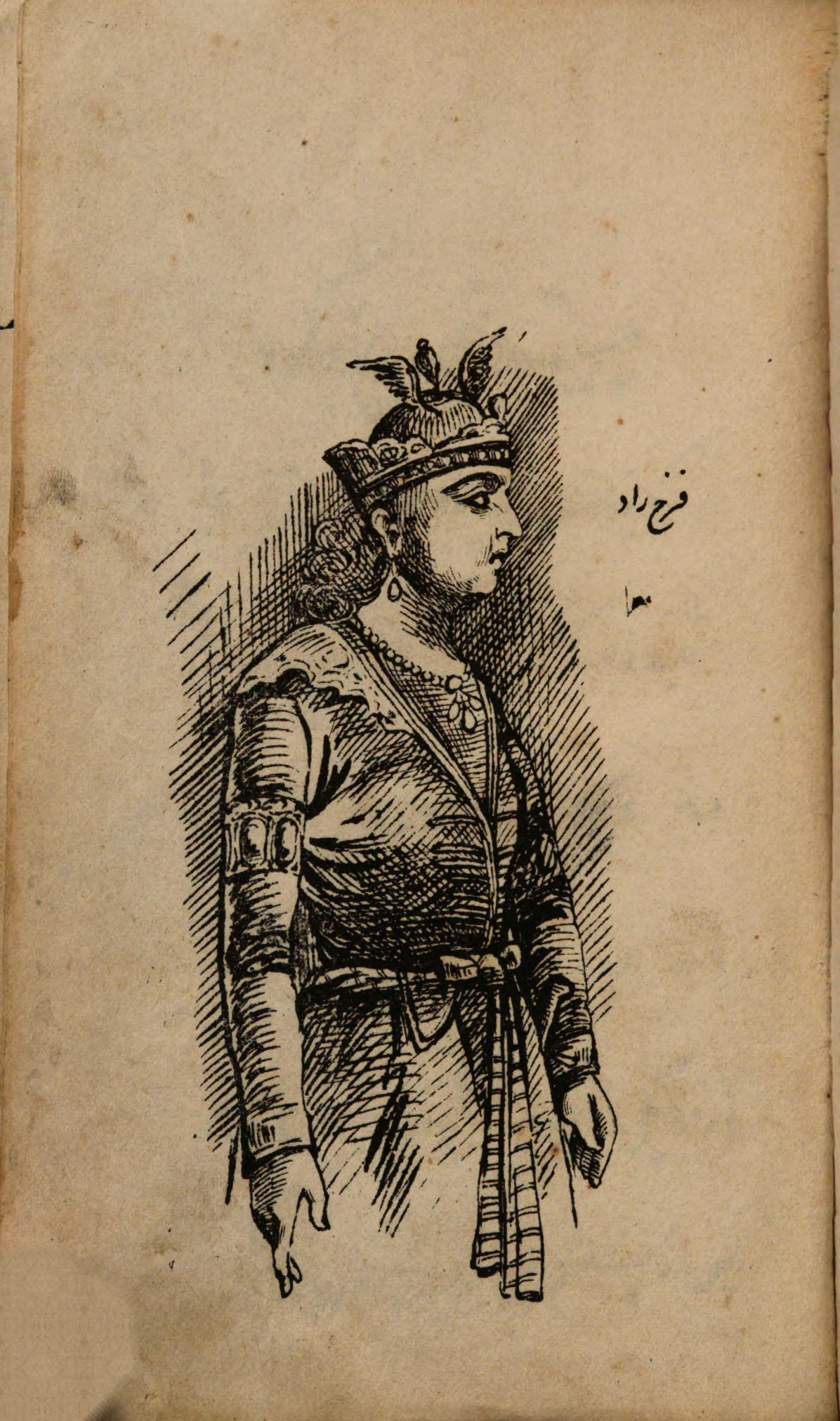
نگاره‌ای از فرخزاد خسرو در نامهٔ خسروان

روایات تاریخی در مورد نام و مدت زمان حکومت این شاه ساسانی کافی نبوده و نمی‌تواند ما را در این مورد راهنمایی کند. به روایت طبری آخرین شاهزاده ای که پیش از یزدگرد بر تخت سلطنت ایران تکیه زد، شخصی بنام فرخزاد خسرو پسر خسرو پرویز است. احتمال می‌رود که خسرو چهارم خود را شاه خوانده باشد و در شهرهای وه‌ازآمیدکوات و ایران در سال دوم حکومت به نام خود سکه زده‌است. از خسرو چهارم سکه‌هایی از هفت سال سلطنت وی در شهرهای مرکزی و جنوب غربی ایران در دست است.
در تاریخ طبری آمده‌است، فرخزاد خسرو هنگامی که شیرویه برادران خود را می‌کشت به یکی از بزرگان پارسی بنام زاذی پناه برد. زاذی در منطقهٔ نصیبین در محلی بنام دژسنگ، به کار اسیران می‌رسید. وی فرخزاد خسرو را به تیسفون آورده و فرخزاد بمدت کوتاهی پادشاهی کرد. بعد از وی یزدگرد سوم به پادشاهی رسید.
در تاریخ بلعمی آمده‌است، مردی دیگر از نصیبین به پادشاهی به تیسفون آوردند که نام او فرخزاد خسرو و از فرزندان خسرو بود، از دست شیرویه گریخته و زنده مانده بود. او را به پادشاهی نشاندند ولی ملک سامان نگرفت. او را نیز بکشتند و پس از او، هیچ‌کس را نیافتند که شایسته پادشاهی باشد. همچنان متحیر بودند تا یزدگرد، پسر شهریار را که در استخر پارس، پنهان بود، به پادشاهی برگزیدند.
ثعالبی نوشته‌است آزرمیدخت را برادر خردسالی بود، بنام فرخزاد، چون او پس از کشته شدن خسرو پرویز، هنوز کودک بود، شیرویه در زنده ماندن او زیانی برای خود ندید و او را نکشت؛ بنابراین او زنده ماند و پس از آزرمیدخت به پادشاهی رسید تا اینکه یکی از بزرگان ناخشنود او را کشت.

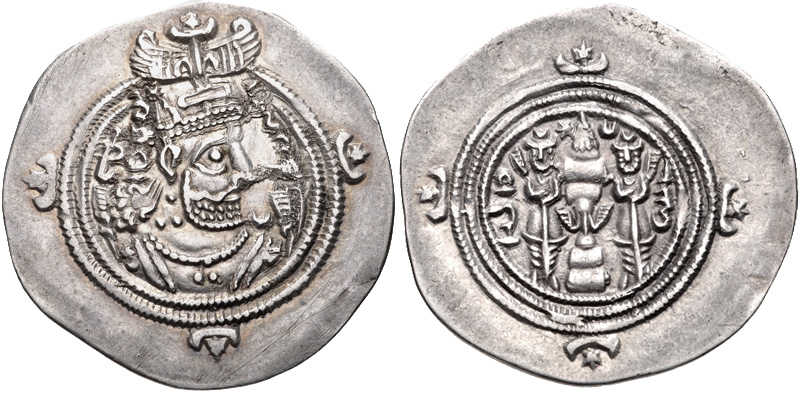
درخم خسرو چهارم، ضرب تیسفون در ۵۹۲ میلادی

## نظریه یکسان ندانستن خسرو چهارم و فرخزاد خسرو
ملک ایرج مشیری خسرو چهارم و فرخزاد را دو شاه جداگانه دانسته و نوشته‌است، از خسرو چهارم جز نام یا همان سکه چیزی نمی‌دانیم و احتمالاً در قسمتی از امپراتوری ایران سلطنت کرده‌است و سکه‌های او را تا سال هفتم شناسایی کرده‌است. سپس نوشته‌است پس از آزرمیدخت، فرخزاد خسرو یکی از نوادگان خسرو پرویز، در تیسفون تاج سلطنت بر سر نهاد. بزرگان شاهنشاهی نوهٔ دیگر خسرو پرویز یعنی پسر شهریار را کودکی بیش نبود و در استخر میهن اصلی ساسانیان می‌زیست به عنوان شاهنشاه انتخاب نمودند. اطرافیان یزدگرد به کمک رستم فرخزاد به تیسفون حمله برده و فرخزاد خسرو را به قتل رسانیدند. در نتیجه پایتخت برای به تخت نشاندن یزدگرد تسخیر شد و او بر تخت نشست.